# James Ward Packard
James Ward Packard, né le 5 novembre 1863 à Warren en Ohio et mort le 20 mars 1928, est un constructeur automobile américain, fondateur de la Packard Motor Car Company et de la Packard Electric Company avec son frère William Doud Packard.

## Biographie
James Ward Packard, né le 5 novembre 1863 à Warren en Ohio, est le fils de Warren et de Mary Elizabeth Doud Packard.
Il fréquente l'Université Lehigh, s'inscrivant en 1880 et diplômé en 1884 avec un diplôme en génie mécanique. Après l'université, il s'associe avec son frère aîné William Doud Packard (1861-1923) pour fonder la Packard Electric Company en 1890 où ils fabriquent des lampes à arc. Sa sœur Alaska P. Davidson (1868-1934) devient plus tard la première femme agent du FBI. 
Les frères forment ensuite un partenariat avec l'investisseur de la Winton Motor Carriage Company, George L. Weiss, appelé Packard & Weiss en 1893. La première automobile Packard sort en 1899. En 1900, la société se constitue sous le nom d'Ohio Automobile Company et est renommée Packard Motor Car Company en 1902. L'entreprise déménage à Detroit en 1903. La société fusionne finalement avec la Studebaker Corporation en 1954, et la dernier Packard est fabriqué en 1958. 
Après le déménagement de l'entreprise à Détroit, les frères Packard se  concentrent sur la fabrication de systèmes électriques automobiles via la Packard Electric Company. General Motors acquiert la société en 1932, en la renommant Delphi Packard Electric Systems en 1995. La société est scindée et devient indépendante de GM en 1999. 
Packard tombe malade trois ans avant sa mort et passe ses 16 derniers mois au Cleveland Clinic Hospital,.

## Héritage
Le parc Packard à Warren est situé sur un terrain donné par les Packards. Le laboratoire à l'université de Lehigh est financé par lui et est achevé en 1929, l'année après sa mort,. 
En 1927, Packard commande la montre la plus compliquée du monde pour ne jamais être en reste, mais le banquier Henry Graves Jr. dépasse son rival en 1933 pour devenir le propriétaire de la montre la plus compliquée jamais réalisée, dépensant 60000 CHF, près de cinq fois le prix payé par Packard. 